# 王盘山乡
王盘山乡是中国陕西省榆林市定边县下辖的一个乡。

## 行政区划
王盘山乡下辖以下行政区：
王盘山村、阎庄村、邵梁村、高伙场村、黄羊墩村、孟嘴村、刘湾村、宋山村